# Ragályi Tamás
Ragályi Tamás (Balajt, 1785. december 19. – Pest, 1849. január 14.) politikus, a Magyar Tudományos Akadémia tagja (1831).

## Élete
Ragályi József és Szepessy Kata fia. Iskolái befejezése után, 1805-ben Pestre ment és Palóczy Lászlóval együtt Segítő (Hónapos írás a szépnek előmozdítására) címen folyóiratot indított, de ebből csak hét füzet jelent meg (Buda, 1806). Visszatért Borsodba, ahol a vármegye közgyűlésein a kormánypárti politika ostorozója volt és kitünő szónoki képességeivel nagy népszerűségre tett szert. Az 1825–1827. évi és az 1830. évi országgyűlésen mint Borsod vármegye követe vett részt. Kezdetben ellenzéki szellemű, sikeres beszédeket tartott, később átállt a kormánypárti oldalra. Királyi ítélőtáblai ülnök, alnádor, majd 1841-től a hétszemélyes tábla bírája volt. 1831. február 15-én a Magyar Tudományos Akadémia tiszteleti tagja lett.
Az 1825. évi országgyűlésen mondott beszédeit az Abafi Figyelőjében (II. 1877) Vaszary Kolos közölte A magyar nyelv ügye az 1825. országgyűlésen címen.